# Kall avrivning
Kall avrivning är ett sätt att tvätta kroppen som innebär att man gnider en handduk blöt av kallt vatten över kroppens olika delar. 
Kall avrivning förespråkades bland annat i hydroterapi. Och även med de nya friluftsideal  som uppstod kring sekelskiftet 1800-1900 som förespråkade naturlighet med sol och luft, till exempel i rörelser som Wandervogel och senare frisksport med förespråkare som Are Waerland
Kall avrivning har även förespråkats för att mildra sexuell åtrå och för att härda kroppen